# پروایونی
پروایونی (به اسپانیایی: Parwayuni) یک کوه در پرو است که در منطقه موکگوا واقع شده‌است. پروایونی ۴٬۶۰۰ متر بالاتر از سطح دریا واقع شده‌است.